# InnovationCity Ruhr
Die InnovationCity Ruhr ist ein Projekt, mit dem weltweit erstmals ein industriell geprägtes Stadtquartier umfassend energetisch saniert werden soll.  Ziel des Gesamtprojekts ist es, einen klimagerechten Stadtumbau bei gleichzeitiger Sicherung des Industriestandorts in Bottrop voranzutreiben. Konkret sollen dazu die CO2-Emissionen um 50 Prozent verringert und die Lebensqualität gesteigert werden. Die InnovationCity Ruhr soll Vorbild für die Erneuerung des gesamten Ruhrgebiets, aber auch anderer industriell geprägter Metropolen weltweit werden.

## Chronologie des Städtewettbewerbes
Im Frühjahr 2010 startete der Initiativkreis Ruhr den Wettbewerb um die „Klimastadt der Zukunft“. Entsprechend der Ausschreibung konnten sich alle Ruhrgebietskommunen mit einem „typischen Stück Ruhrgebiet“ in einer Größenordnung von ca. 50.000 Einwohnern bewerben. In der ersten Wettbewerbsphase hatten sich insgesamt 16 Ruhrgebietskommunen, darunter  Bochum, Bottrop, Castrop-Rauxel, Dortmund, Duisburg, Essen, Gelsenkirchen-Herten, Gladbeck, Hamm, Herne-Recklinghausen, Mülheim an der Ruhr, Oberhausen, Schwerte und Witten, beworben.
Aus den fünf Finalisten Bochum, Bottrop, Essen, Gelsenkirchen-Herten und Mülheim an der Ruhr hat eine Fachjury Anfang November 2010 Bottrop zum Pilotgebiet für die InnovationCity Ruhr ernannt.

## Idee und Konzeption
Städten kommt bei der nachhaltigen Nutzung vorhandener Ressourcen eine besondere Bedeutung zu, da sie aktuell 80 Prozent aller genutzten Ressourcen verbrauchen. Insbesondere im Energiebereich, in dem hauptsächlich fossile Energieträger eingesetzt werden, bedarf es alternativer Energielösungen. An diesem Punkt knüpft das Projekt „InnovationCity Ruhr“ an.
Der Ansatz, mit dem die Ziele der InnovationCity Ruhr erreicht werden sollen, lässt sich als „Energiewende von unten“ beschreiben. Einzelne Gebäude sollen energetisch saniert und mit Anlagen zur Strom- und Wärmeerzeugung ausgestattet werden. Eine kombinierte Nutzung verschiedener Technologien, wie z. B. Photovoltaik, Wärmepumpen und Batteriespeichern kann so sicherstellen, dass sich ein Haus fast ausschließlich autark versorgt. Die dabei gewonnene Energie kann auch durch intelligente Energiemanagementsysteme an umliegende Gebäude weiter verteilt werden, sofern sich diese aufgrund äußerer Umstände nicht selbst versorgen können. Diese Vernetzung bis zu der Ebene ganzer Stadtquartiere führt dazu, dass Energie lokal erzeugt und auch verbraucht werden kann. So sinkt der Energieverbrauch einzelner Nutzer und die dezentrale Energieerzeugung wird gesteigert.

## Umsetzung
Das Projekt wird von der Innovation City Management GmbH koordiniert, in der ein Team aus gesellschaftseigenen und städtischen Mitarbeitern sowie Mitarbeiter aus der Industrie zusammenarbeiten. Die inzwischen über 125 Einzelprojekte lassen sich den Handlungsfeldern Wohnen, Arbeiten, Mobilität, Energie und Stadt zuordnen. Neben der Umsetzung der Einzelprojekte liegt der Fokus zudem auf der Aktivierung und Beteiligung der Bevölkerung. Hauseigentümer haben die Möglichkeit, sich im Rahmen eines Beratungsangebots über die energetische Sanierung ihres Gebäudes zu informieren und sich bei Umbaumaßnahmen von Energieberatern begleiten zu lassen.

## Masterplan und Innovationshandbuch
Der ganzheitliche Ansatz ist ein integraler Bestandteil der InnovationCity Ruhr. Ein klimagerechter Stadtumbau kann demnach nur bei gleichzeitiger Berücksichtigung des Zusammenwirkens verschiedener technischer, sozialer und wirtschaftlicher Aspekte gelingen. Dementsprechend müssen die einzelnen Projekte zur inhaltlichen Abstimmung und zur Nutzbarmachung von Synergieeffekten in einen Gesamtrahmen eingebunden werden. Hierfür wird ein übergeordneter Masterplan mit einem konkreten Fahrplan zur Definition der nächsten Projektschritte entwickelt. Damit werden in einem strukturierten Planungsprozess die Grundlagen für die Umsetzung des Projekts bis zum Jahr 2020 und darüber hinaus gelegt. Die Bottroper Bevölkerung wird aus explizit in diesen Prozess mit eingebunden, um auch individuelle, lokal begrenzte Optimierungspotenziale auszuschöpfen.
In einem darauf aufbauenden Innovationshandbuch soll am Beispiel der Stadt Bottrop gezeigt werden, welche konkreten Arbeitsschritte, Verfahren, Methoden, Werkzeuge und Organisationsstrukturen notwendig sind, um den nachhaltigen Stadtumbau im Bestand zu betreiben und gewährleistet so einen Informations- und Erkenntnistransfer und damit die Übertragbarkeit auf andere Städte und Regionen. Der Anspruch der InnovationCity Ruhr als Modellstadt Vorreiter für den klimagerechten Stadtumbau zu sein zeigt sich so nicht nur im Bereich Innovation, sondern insbesondere in der Gewährleistung der Übertragbarkeit.

## Auszeichnungen
Am 21. November 2013 erhielt das Projekt im Rahmen des 2. Deutschen Nachhaltigkeitspreises einen Sonderpreis.

## Basisdaten Pilotgebiet Bottrop
| Fläche:    | 2463,615 ha                               |
| Einwohner: | ca. 118.000                               |
| Gebäude:   | 14.474; davon 1.068 Gewerbe und Industrie |